# Sertularella polyzonias
Sertularella polyzonias är en nässeldjursart som först beskrevs av Carl von Linné 1758.  Sertularella polyzonias ingår i släktet Sertularella och familjen Sertulariidae. Arten är reproducerande i Sverige. Inga underarter finns listade i Catalogue of Life.